# Ingermanland

Ingermanland in St. Petersburg und dem umliegenden Leningrader Gebiet
Gattschina (Verwaltungszentrum Leningrader Gebiets)

Ingermanland (schwedisch und deutsch, finnisch Inkeri, russisch Ингерманландия Ingermanlandija oder Ингрия Ingrija, estnisch Ingeri oder Ingerimaa, lat. Ingria) ist eine historische Provinz im nordwestlichen Russland rund um das heutige Sankt Petersburg. Sie wird im Westen vom Fluss Narva, im Südwesten vom Peipussee begrenzt. Die historische Grenze zu Karelien bildete die Sestra (finnisch Siestarjoki, „Johannisbeerefluss“ (obsolet Rajajoki, „Grenzfluss“); schwedisch Systerbäck, „Schwesterbach“).

## Bevölkerung
Die lutherischen Finnen im Ingermanland werden als „Ingermanländer“ oder „Ingermanlandfinnen“ bezeichnet. Da sie manchmal auch „Ingrier“ genannt werden, kommt es immer wieder zu Verwechslungen mit den ebenfalls in der Region lebenden Ischoren, deren Alternativbezeichnung ebenfalls „Ingrier“ ist. Im Finnischen werden die Ischoren inkerikot genannt, die Ingermanlandfinnen inkeriläiset oder inkerinsuomalaiset. Zwei weitere finno-ugrische Volksgruppen in der Region sind die Woten und Wepsen. Ischoren, Woten und Wepsen sind mehrheitlich orthodoxen Glaubens. Die Ischorische und die Wotische Sprache sind vom Aussterben bedroht. Die Wepsische Sprache wird immerhin noch von etwa 1600 Personen gesprochen.
Die ursprüngliche Bevölkerung Ingermanlands sind die Woten und die im 10. Jahrhundert aus Karelien eingewanderten Ischoren. Im 17. Jahrhundert siedelten sich zudem Schweden und Finnen an. Die ingermanländischen Finnen bildeten in vielen Gebieten Ingermanlands bis in die 1930er Jahre die Mehrheit der Bevölkerung. 1917 waren es noch etwa 140.000. Schon bald nach der Gründung Sankt Petersburgs stellten die Russen in diesem sumpfigen und vorher dünn besiedelten Gebiet allerdings die Bevölkerungsmehrheit.

## Geschichte
Das Land war die Mitgift der schwedischen Königstochter Ingegärd, die 1019 Jaroslaw den Weisen heiratete, den Herrscher von Nowgorod. Die Legende besagt sogar, das Land sei nach ihr benannt. Es stellte seither einen Teil Nowgorods und später Russlands dar.
In der Folge des Ingermanländischen Krieges gehörte es als Provinz Schwedisch-Ingermanland seit 1617 zu Schweden.
Im Großen Nordischen Krieg brachte der russische Zar Peter der Große Ingermanland wieder unter seine Kontrolle und ließ 1703 im sumpfigen Delta der Newa, flussabwärts der alten schwedischen Befestigung Nyenschanz, mit dem Bau der Peter-und-Paul-Festung beginnen. Aus ihr entwickelte sich Sankt Petersburg, die neue Hauptstadt des Zarenreiches. In der Zeit davor waren die wichtigsten Burgen (und damit auch Ansiedlungen) die Festungen Schlüsselburg (schwedisch Nöteborg am Ausgang des Ladogasees) und Koporje. Mit dem Frieden von Nystad 1721 fiel Ingermanland auch offiziell wieder an Russland.
Nach der Oktoberrevolution 1917 gab es eine kurzlebige Unabhängigkeitsbewegung, die von Finnland aus operierte und 1919–1920 sogar einen Teil Nordingermanlands erobern konnte. Die provisorische Regierung ließ eigene Briefmarken drucken, die heute unter Sammlern sehr begehrt sind.
Mit dem Frieden von Dorpat fiel das Gebiet 1920 an Sowjetrussland und die spätere Sowjetunion.
Während des Zweiten Weltkriegs flohen die meisten Ischoren, Woten und Finnen nach Finnland, mussten aber auf Geheiß Stalins zurückkehren. Sie wurden daraufhin nach Sibirien deportiert. Die nationalsozialistische Führung plante, das Ingermanland zu kolonisieren. Gemäß der nationalsozialistischen Germanisierungspolitik sah der Generalplan Ost vor, im Ingermanland Deutsche in sogenannten „Reichsmarken“ (zu 50 % kolonisiert) und „Siedlungsstützpunkten“ (zu 25 % kolonisiert) anzusiedeln. Große Teile der Einwohner sollten ausgesiedelt werden.
Heute stehen Kultur und Sprache der Woten und Ischoren vor dem Aussterben.

## Religion

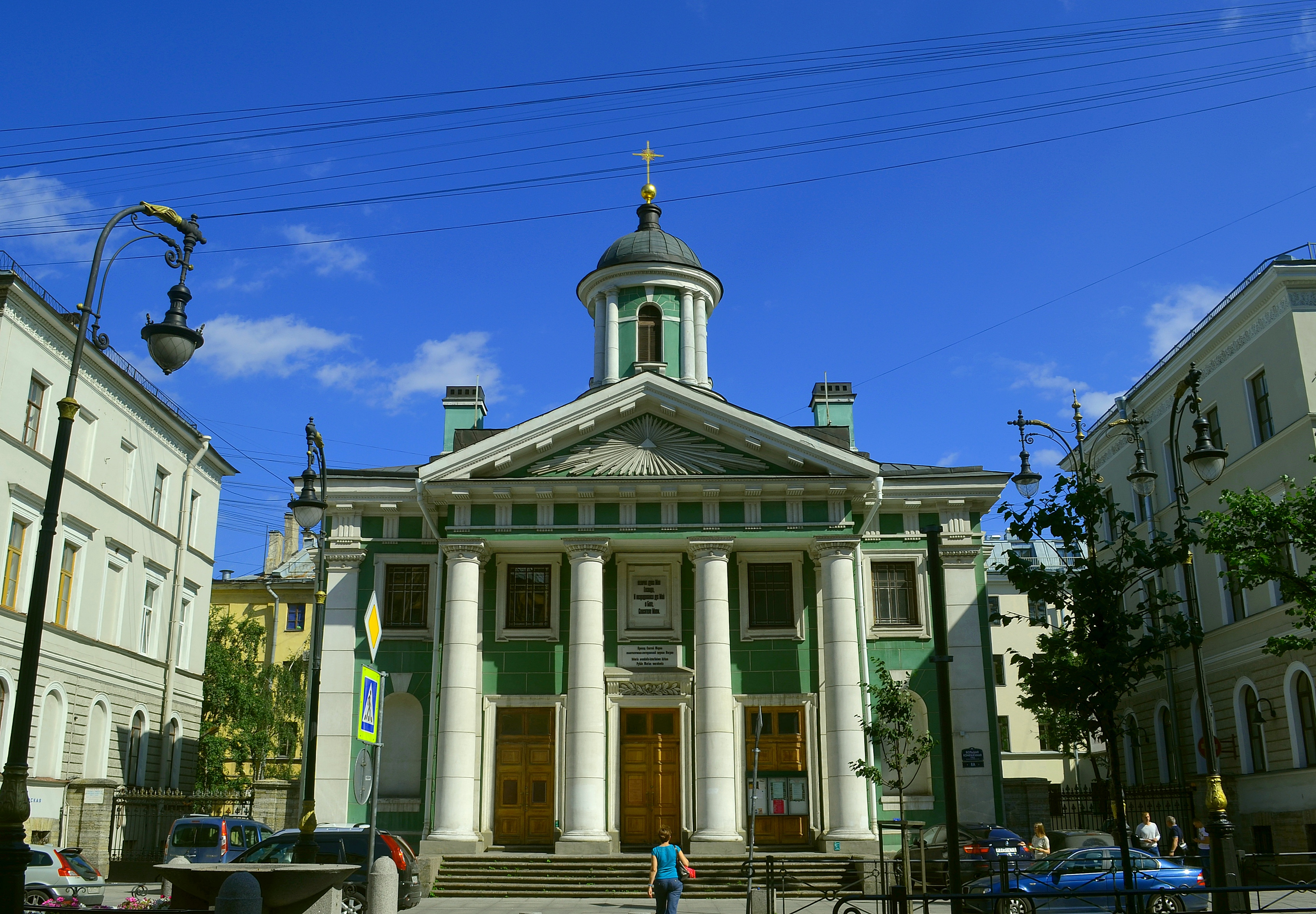
Marienkirche in St. Petersburg

Die ingermanländischen Finnen waren bzw. sind zumeist evangelisch-lutherisch. Die Ingermanländisch-lutherische Kirche war Teil der Evangelisch-Lutherischen Kirche im Russischen Reich (ELK). Bis ins späte 19. Jahrhundert war Deutsch die Sprache der Leitung der Ingermanländisch-lutherischen Kirche. Der Bischofssitz war an der Marienkirche in Sankt Petersburg. 1937 ließ Stalin die evangelischen Kirchen in Ingermanland schließen. Heute ist die Evangelisch-Lutherische Kirche des Ingermanlandes in Russland nach der Evangelisch-Lutherischen Kirche in Russland, der Ukraine, in Kasachstan und Mittelasien (ELKRAS) die zweite größere lutherische Kirchenorganisation in Russland. Sie hat ihren Sitz in Sankt Petersburg. Die russischsprachigen Einwohner gehören zumeist zur Russisch-Orthodoxen Kirche.

## Medien
- Heimat in der Fremde. Ingrier in Finnland. Regie: Ritva Leino. Europäische Rundfunkunion 2005.